# جان کلیز
جان کلیز (به انگلیسی: John Cleese) (زاده ۲۷ اکتبر ۱۹۳۹) بازیگر انگلیسی، کمدین، نویسنده و تهیه‌کننده فیلم است.
او موفقیتش به عنوان فیلم‌نامه‌نویس را در حاشیه فستیوال ادینبورگ و به عنوان بازیگر در فیلم گزارش فراست (۱۹۶۶) به دست آورد.
وی در اواخر دههٔ ۶۰ میلادی به همراه تری گیلیام، گراهام چپمن، مایکل پیلین و اریک آیدل گروه کمدی مونتی پایتون (Monty Python) را تأسیس کرد.

## فیلمشناسی
- مانتی پایتون و جام مقدس (۱۹۷۵)
- زندگی برایان (۱۹۷۹)
- سیلورادو (۱۹۸۵)
- تقسیم وراث (۱۹۹۳)
- فرانکنشتاین (۱۹۹۴)
- غریبه‌ها در شهر (۱۹۹۹)
- ادوارد فادواپر دروغ مصلحت‌آمیزی بزرگی گفت (۲۰۰۰)
- هری پاتر و سنگ جادو (۲۰۰۱)
- سگ‌دو (۲۰۰۱)
- ماجراهای پلوتو نش (۲۰۰۲)
- هری پاتر و تالار اسرار (۲۰۰۲)
- جرج جنگل ۲ (۲۰۰۳)
- سوخته (۲۰۰۳)
- شرک ۲ (۲۰۰۴) صداپیشه
- کبوتر بی‌باک (۲۰۰۵) صداپیشه
- شرک ۳ (۲۰۰۷) صداپیشه
- پلنگ صورتی ۲ (۲۰۰۹)
- وینی د پو (۲۰۱۱)
- سال بزرگ (۲۰۱۱)
- هواپیماها (۲۰۱۳) صداپیشه
- بسیار عالی آقای داندی (۲۰۲۰)
- کلیفورد سگ بزرگ قرمز (۲۰۲۱)
- مسابقات رالی جاده‌ای (۲۰۲۳)

## تلویزیونی
- فالتی تاورز (۱۹۷۵)

## بازی ویدئویی
- مأمور زیر آتش ()
- مسابقه ۰۰۷ (۲۰۰۰)
- جیمز باند ۰۰۷: همه چیز یا هیچ چیز (۲۰۰۳)
- مأمور زیر آتش (بازی ویدئویی)
- فالتی تاورز